# Christina Roccati
Cristina Roccati ( Rovigo, 24 oktober 1732 - Rovigo, 16 maart 1797) was een Italiaanse natuurkundige en dichteres. In 1751 behaalde ze een diploma aan de Universiteit van Bologna. Dit was de derde academische kwalificatie die ooit aan een vrouw werd toegekend door een Italiaanse universiteit.

## Biografie
Roccati werd geboren als dochter van Giovan Battista en Antonia Campo, die behoorden tot een welgestelde familie in Rovigo, Italië. Ze studeerde klassieke talen bij Peter Bertaglia Arquà, rector van het seminarie in Rovigo. Op 15-jarige leeftijd mocht ze onderscheidingen van de Accademia dei Concordi Ordna voor haar gedichten ontvangen. In 1747 gaven haar ouders haar de toestemming om natuurfilosofie te studeren aan de Universiteit van Bologna, onder voogdij van Bertaglia. Datzelfde jaar werd ze daar toegelaten als eerste niet-Bolognese student tot de universiteit toegelaten. Ze studeerde literatuur, logica, metafysica, moraal, meteorologie en astronomie, maar concentreerde een groot deel van haar inspanningen op de natuurkunde en de natuurwetenschappen.
Ze werd in Bologna onderscheiden voor haar gedichten en sonnetten, net zoals in Rovigo. Ze werd lid van de Academie van Concordia (1749), de Accademia degli Apatisti in Florence (1750) en de Accademia nell'Arcadia (onder de naam Aganice Aretusiana) (1753), evenals de Accademia degli Ardenti in Bologna en de Ricoverati in Padua.
Rocatti werd als wonderkind beschouwd. Op 5 mei 1751, in een tijd waarin vrouwen vaak niet de mogelijkheid hadden op hoger onderwijs, werd Rocatti onderscheiden met een graad in de filosofie. Volgens Wertheim was ze daarmee "pas de derde vrouw ooit die academische kwalificaties behaalde." Ze ging verder studeren aan de Universiteit van Padua, waar ze zich specialiseerde in de Newtoniaanse natuurkunde, Grieks en Hebreeuws. Daarnaast bleef ze haar literaire interesses cultiveren en nieuwe verzen componeren. Vanaf 1751 was ze actief als docent natuurkunde aan de Accademia dei Concordi di Rovigo (en gaf daar les tot ten minste 1777). In 1752 raakte haar familie echter in financiële problemen, waardoor ze gedwongen werd haar studie in Padua te onderbreken en terug te keren naar haar huis in Rovigo, waar ze natuurkunde doceerde.
Aan de Accademia dei Concordi in Rovigo verzorgde Roccati avondcursussen in de Newtoniaanse natuurkunde voor andere leden. Van haar lesplannen voor die colleges zijn er slechts 51 teruggevonden. In 1754 werd ze verkozen tot president van de Accademia dei Concordi van Rovigo. Cristina Roccati stierf op 16 maart 1797 in Rovigo.

## Verder lezen
- Wertheim, Margaret (1997). Pythagoras' Trousers: God, Physics, and the Gender Wars. W. W. Norton & Company. ISBN 978-0-393-31724-4.
- Findlen, Paula (2003). Becoming a Scientist: Gender and Knowledge in Eighteenth-Century Italy. Science in Context 16 (1/2): 59–87. DOI: 10.1017/S026988970300070X.